# Cephalanthera kurdica
Cephalanthera kurdica es una especie de orquídea terrestre.  

## Características
Es una orquídea de pequeño o gran tamaño, de hábito terrestre que prefiere el clima fresco con tallos robustos, con ranuras hacia la punta que llevan de 2 a 4 hojas, cortas, elípticas a ovado-lanceoladas, con quilla, que se juntan, en la base. Florece en la primavera en una inflorescencia terminal, erecta, de 8 a 40 cm de largo, con 2 a 50 flores.

## Distribución y hábitat
Se encuentra en el Transcaucasia, Turquía, Irak e Irán en áreas abiertas de bosques de frondosas, pinares, matorrales y en los bordes de bosques en elevaciones de hasta 2.000 metros.

## Taxonomía
Cephalanthera kurdica fue descrita por Bornm. ex Kraenzl. y publicado en Bulletin de l'Herbier Boissier 3: 143. 1895.
Etimología
Ver: Cephalanthera
kurdica: epíteto geográfico que alude a su localización en Kurdistán.
Sinonimia
- Cephalanthera andrusi Post
- Cephalanthera cucullata subsp. floribunda (Woronow) H.Sund.
- Cephalanthera cucullata subsp. kurdica (Bornm. ex Kraenzl.) H.Sund.
- Cephalanthera cucullata var. kurdica (Bornm. ex Kraenzl.) Bornm.
- Cephalanthera floribunda Woronow
- Cephalanthera kurdica subsp. floribunda (Woronow) Soó
- Serapias kurdica (Bornm. ex Kraenzl.) A.A.Eaton[1][3][4]